# Macroglossum joannisi
Macroglossum joannisi là một loài bướm đêm thuộc họ Sphingidae, chi Macroglossum.